# Világi Péter
Világi Péter (Miskolc, 1972. október 11. –) kommunikációs szakember, 2019. szeptember 1-től a DVTK kommunikációs- és marketingigazgatója és a Tematic Media Group kommunikációs vezetője, a Magyar Birkózó Szövetség PR vezetője, az Éjjel-Nappal Budapest című sorozat sajtófőnöke, korábban rádiós és televíziós műsorvezető.

## Élete
A Miskolci Egyetemen jogot végzett, harmadéves korában, 1994-ben a Miskolci City Rádióban kezdett dolgozni, először hírszerkesztőként, majd műsorvezetőként.
Egy évvel később a Nap TV Sportriporter Kerestetik! című vetélkedőjében második lett, és a közönségdíjat is elnyerte. Ezután műsorvezetői állást ajánlottak neki a Nap Tv-ben. 1998-ban a  Magyar Televízió műsorvezetője lett, a Főtér című műsort vezethette, majd hosszú évekig a Szerencseperceket. 2003-ban került az RTL Klub-hoz, ahol 2 évig egy élő telefonos játékműsort vezetett, majd átkerült a sport osztályra műsorvezetőnek és kommentátornak. A 2006-os Labdarúgó Világbajnokság 17 mérkőzését közvetítette Budapestről. 2007-től a Havazin című símagazin műsorvezetője. 2015-től az UEFA Európa Liga közvetítések szakmai vezetője és műsorvezetője az RTLII-n. 2016-ban, 2022-től az UEFA Európa és Konferencia Liga közvetítések szakmai vezetője és műsorvezetője az RTL Három-n. 2024-ban és 2017-ben a SztárGokart műsorvezetője az RTL Klubon. 2006-tól 2016-ig a Sportklub televíziós csatorna műsorvezetője és kommentátora, 2014-től 2016-ig a Sportklub marketing és kommunikációs vezetője. 2013-tól napjainkig az Éjjel-Nappal Budapest című az RTL Klubon futó napi sorozat sajtófőnöke. 2016-tól a Tematic Media Group kommunikációs igazgatója.
1997-től 1999-ig a Rádió Bridge műsorvezetője. 1999-től 2003-ig a Petőfi Rádió reggeli műsorának felelős szerkesztője és műsorvezetője. 2003-tól 2006-ig a Danubius Rádió műsorvezetője. 2007-től 2009-ig a Rise Fm műsorvezetője. 2011-ben és 2012-ben a Neo Fm sportszerkesztője. 2013-ban és 2014-ben a Music Fm reggeli műsorának vendég műsorvezetője csütörtökönként.
1998-tól folyamatosan különböző események házigazdája, műsorvezetője. Többek között a DTM magyarországi futmain az AUDI műsorvezetője, a Birkózó Magyar Nagydíj műsorvezetője, a WAKO kKickbox Világbajnokság műsorvezetője Budapesten, a Kühne+Nagel rendezvényeinek műsorvezetője, a Polgár Sakkfesztivál műsorvezetője 11 éve,  stb..
A 2018-as budapest Birkózó-világbajnokság sajtófőnöke, 2019-től a Magyar Birkózó Szövetség PR vezetője.
A 2017-es Budapest Urban Games sajtófőnöke, a Fridge Fesztivál sajtófőnöke 2009-ben és 2010-ben, stb..
Hosszú évekig igazolt labdarúgó volt: a MEAFC, a Rákoshegy, a Vis Major és az AC Zrínyi játékosa volt. Tagja a magyar ügyvédválogatottnak, és az újságíró-válogatottnak is.
2001-től 2005-ig a Zengő Motorsport autóversenyzője, 1 évig az Opel Astra Kupa, majd a Renault Clio Kupa versenyzője. 2005-ben indult a Kassa Rallyn, ahol egy N-es Suzuki Ignist vezetett. Korábban pár versenyen navigált Király Gábornak egy Lada VFTS-ben a rally 1. osztályban.